# Biesna
Biesna – wieś w Polsce, położona w województwie małopolskim, w powiecie gorlickim, w gminie Łużna, na Pogórzu Ciężkowickim, w dolinie Łużnianki (Bieśnianki).
W latach 1975–1998 wieś administracyjnie należała do województwa nowosądeckiego.
Przez południową część wsi przebiega droga wojewódzka nr 977, przy której zlokalizowany jest cmentarz z I wojny światowej nr 121 z bitwy pod Gorlicami.

## Opis wsi
Na terenie Biesnej znajduje się szkoła podstawowa.

## Zabytki
Obiekt wpisany do rejestru zabytków nieruchomych województwa małopolskiego.
- cmentarz wojenny nr 121 z I wojny światowej,
- park dworski.

## Integralne części wsi
| SIMC    | Nazwa     | Rodzaj    |
| ------- | --------- | --------- |
| 0449680 | Kozłówka  | część wsi |
| 0449697 | Las       | część wsi |
| 0449705 | Pogwizdów | część wsi |